# Uno de enero (canción)
La canción «Uno de enero» da lugar a la conocida como Escalera de San Fermín una tradición de Pamplona vinculada con esta popular canción cuya letra fue escrita por Ignacio Baleztena, entre los años 1920-1930. El nombre de la canción deriva de su letra que sigue la secuencia de contar los siete primeros días de cada mes en concordancia con los siete primeros meses de cada año (Uno de enero, dos de febrero...)  hasta llegar al 7 de julio día en que se celebra la fiesta de san Fermín.

## La letra y su significado en la primera y segunda parte
Ignacio Baleztena, fundador de la peña Muthiko Alaiak, escribió la letra entre los años 1920 y 1930 (en cualquier caso, antes del 21-11-1929) inspirándose en una melodía popular de la montaña navarra. La partitura la escribió Silvanio Cervantes, primer director de La Pamplonesa.
En la primera parte de la letra se utiliza el recurso de decir el número del día coincidiendo con el número del mes, empezando con el 1 de enero, hasta el 7 de julio que se celebra la fiesta de san Fermín.
Uno de enero
dos de febrero,
tres de marzo,
cuatro de abril,
cinco de mayo,
seis de junio,
siete de julio San Fermín.
En la segunda parte se anuncia que precisamente ese 7 de julio era el día que iban a Pamplona desde los pueblos de la Cuenca de Pamplona. 
En los siguientes versos el autor despliega su genialidad al hacer una elipsis de la expresión "con una media castaña", ("Castaña" según la acepción 10 del Diccionario de la RAE) y dejar preparada la rima con la palabra "calcetín"
A Pamplona hemos de ir
con una media, con una media.
A Pamplona hemos de ir
con una media y un calcetín.

## Celebración de la Escalera
Sin tener un origen claro de esta costumbre, desde hace años, y coincidiendo con los días de la Escalera, se reúnen para cenar Peñas,  amigos, y familias.
Más recientemente, desde el año 2009, los días de la Escalera se celebra una misa en la Capilla de San Fermín, en la que participan personas, instituciones o grupos que ofrecen al santo un pañuelo rojo con la fecha y que se pone junto a los otros en el frontal del altar de la Capilla.
En el año 2020, y debido al estado de alarma por la pandemia del coronavirus COVID-19, las celebraciones de los días de la Escalera del 4 de abril y 5 de mayo fueron muy restringidas, tanto las cenas como la Misa. A pesar de ello, el 4 de abril hubo una llamada a los habitantes de Pamplona para celebrar el cuarto día de la Escalera. Ese día muchas personas colocaron el tradicional pañuelo rojo de San Fermín en las ventanas y balcones, coincidiendo con el aplauso de la 20 horas.